# ظفر اقبال (بازیکن هاکی روی چمن)
ظفر اقبال (انگلیسی: Zafar Iqbal؛ زادهٔ ۲۱ فوریهٔ ۱۹۵۶) بازیکن هاکی روی چمن اهل هند بود.
وی به‌همراه تیم ملی هاکی روی چمن مردان هند به قهرمانی بازی‌های المپیک تابستانی ۱۹۸۰ دست پیدا کرده‌است.